# Kỳ Thông A
Kỳ Thông A (tiếng Trung: 奇通阿; 1701 – 1763) là một hoàng thân của nhà Thanh trong lịch sử Trung Quốc, người thừa kế 1 trong 12 tước vị Thiết mạo tử vương.

## Cuộc đời
Kỳ Thông A sinh vào giờ Mùi, ngày 26 tháng 10 (âm lịch) năm Khang Hi thứ 40 (1701), trong gia tộc Ái Tân Giác La. Ông là con trai thứ mười, và cũng là người con trai duy nhất còn sống qua tuổi trưởng thành của Truy phong Giản Thân vương Ba Tái (巴賽) - cháu nội của Trịnh Hiến Thân vương Tế Nhĩ Cáp Lãng. Mẹ ông là Đích Phúc tấn Ô Tô thị (烏蘇氏).
Năm Ung Chính thứ 4 (1726), tháng 8, ông được phong làm Tam đẳng Phụ quốc Tướng quân (三等辅國將軍). Tháng 9 cùng năm, thụ chức Đầu đẳng Thị vệ. Năm thứ 9 (1731), tháng 12, phong làm Bất nhập Bát phân Phụ quốc công (不入八分輔國公). Năm thứ 10 (1732), tháng 3, thụ chức Tán trật đại thần. Tháng 9 cùng năm, thay quyền Lĩnh thị vệ Nội đại thần. Năm Càn Long nguyên niên (1736), tháng 4, điều làm Đô thống Mãn Châu Chính Hồng kỳ. Năm thứ 2 (1737), tháng 2, quản lý Mãn Châu Hỏa khí doanh (滿洲火器營).
Năm thứ 3 (1738), tháng 12, thụ Lĩnh thị vệ Nội đại thần. Năm thứ 17 (1752), tháng 10, Giản Nghi Thân vương Đức Phái (德沛) qua đời, ông được thế tập tước vị Giản Thân vương (簡親王) đời thứ 8, tức Trịnh Thân vương đời thứ 9. Khi ấy, phụ thân cùng tổ phụ của ông đều được truy phong làm Giản Thân vương. Từ đó cho đến lúc nhà Thanh diệt vong, Đại tông của Trịnh vương phủ đều do hậu duệ của ông thế tập.
Năm thứ 21 (1756), tháng 6, thụ Tông Nhân phủ Tông lệnh. Năm thứ 23 (1758), tháng giêng, điều làm Ngọc Điệp quán Tổng tài (玉牒館總裁). Năm thứ 28 (1763), ngày 23 tháng 6 (âm lịch), giờ Hợi, ông qua đời, thọ 63 tuổi, được truy thụy Giản Cần Thân vương (簡勤親王).

## Gia quyến

### Thê thiếp
- Đích Phúc tấn: Thư Mục Lộc thị (舒穆祿氏), con gái của Tá lãnh Ngạch Nhĩ Cách (額爾格).
- Trắc Phúc tấn: Tư thị (司氏), con gái của Na Tam Thái (那三泰).
- Thứ Phúc tấn: Bạch Giai thị (白佳氏), con gái của Hắc Đấu (黑斗).

### Con trai
1. Phong Nột Hanh (豐訥亨; 1723 – 1775), mẹ là Đích Phúc tấn Thư Mục Lộc thị. Năm 1763 được thế tập tước vị Giản Thân vương. Sau khi qua đời được truy thụy Giản Khác Thân vương (简恪親王). Có bảy con trai.
2. Phú Long A (富隆阿; 1726 – 1730), mẹ là Đích Phúc tấn Thư Mục Lộc thị. Chết yểu.
3. Thế Lộc Bảo (世祿保; 1730 – 1746), mẹ là Đích Phúc tấn Thư Mục Lộc thị. Qua đời khi chưa lập gia thất.
4. Kinh Nột Hanh (經訥亨; 1743 – 1775), mẹ là Trắc Phúc tấn Tư thị. Năm 1864 được truy phong làm Trịnh Thân vương. Có năm con trai.
5. Đăng Nột Hanh (登訥亨; 1743 – 1744), mẹ là Thứ Phúc tấn Bạch Giai thị. Chết yểu.